# Sosna Waligóra
Sosna Waligóra – ponad 160-letni okaz sosny zwyczajnej (Pinus sylvestris) rosnący przy drodze krajowej nr 32 w pobliżu Sulechowa, na terenie Leśnictwa Klępsk w obrębie Nadleśnictwa Sulechów. Objęte ochroną jako pomnik przyrody. Jest jednym ze 102 tego typu obiektów znajdujących się na terenie gminy Sulechów.
Sosna Waligóra jest drugą pod względem grubości pnia sosną w Polsce (najgrubszą jest Sosna Rzepicha). W roku 2002, w ramach konkursu „Najgrubsze drzewo w Polsce”, organizowanego przez Przegląd Leśniczy, została uznana za najgrubszą ze zgłoszonych sosen.

## Położenie
Sosna rośnie około 1,5 kilometra na wschód od Sulechowa, przy drodze gruntowej 50 metrów na południe od drogi krajowej nr 32, na terenie leśnictwa Klępsk w obrębie nadleśnictwa Sulechów.
Drzewo znajduje się przy trasie dwóch szlaków turystycznych gminy Sulechów: zielonego szlaku pomników przyrody gminy Sulechów o długości 44 km i czarnego szlaku południowego o długości 10,5 km. Do pomnikowego drzewa prowadzi także leśna ścieżka dydaktyczna „Do Waligóry”. Ponadto obok Waligóry przechodzi także szlak rowerowy „Wolność jest w naturze”.

## Charakterystyka

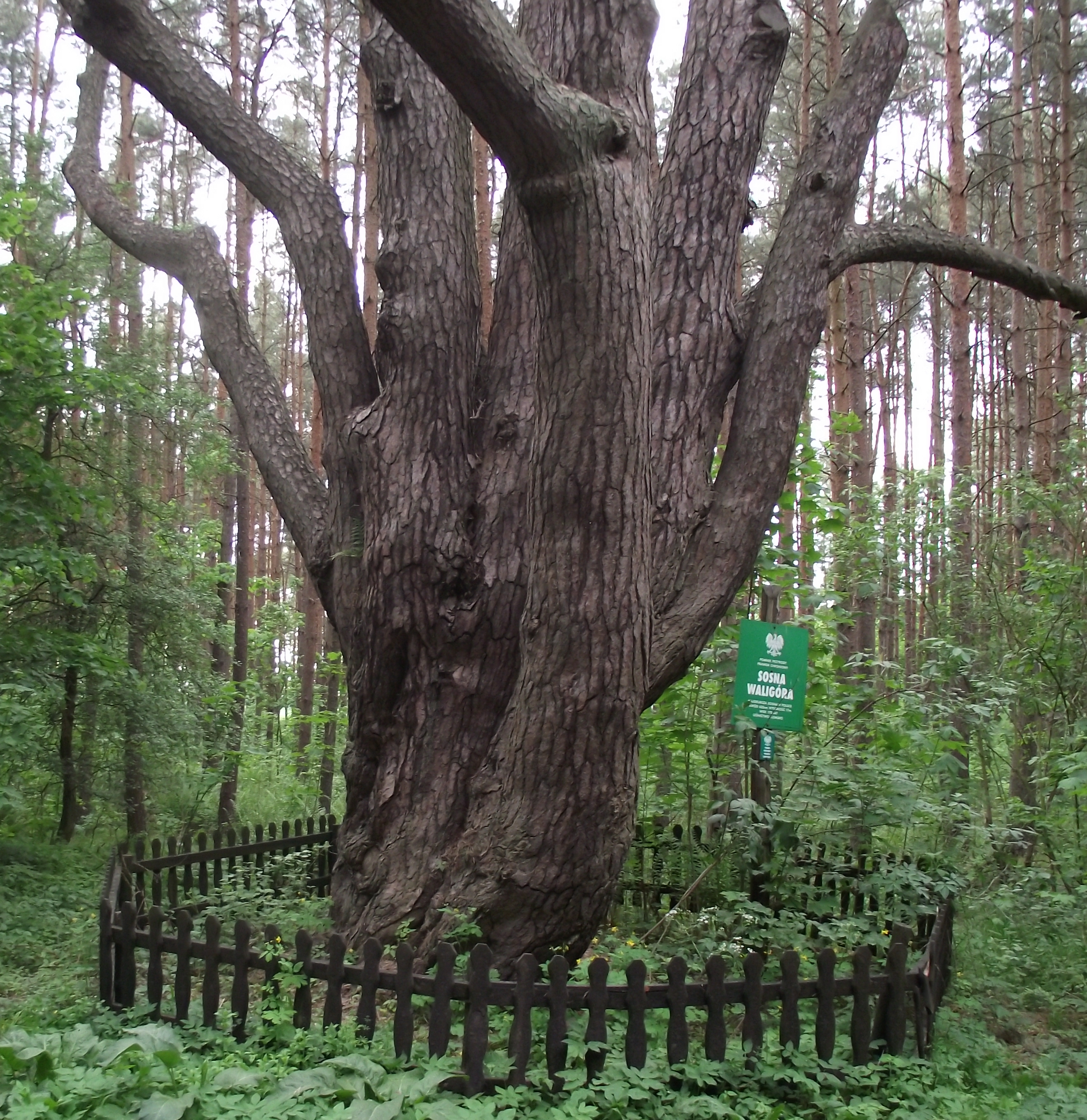
Pień Sosny Waligóry

Sosna Waligóra powstała najprawdopodobniej ze zrośnięcia się co najmniej dwóch drzew. Prawdopodobnie początkowo rosło ono na skraju lasu i pola, na co wskazywać ma jego pokrój – pole to po II wojnie światowej zostało zalesione, w związku z czym sosna rośnie obecnie w głębi lasu.
Gruby odziomek drzewa rozgałęzia się na wysokości około 2 metrów. Z jednego pnia wyrasta osiem powyginanych konarów, które tworzą rozłożystą koronę. Konary zabezpieczone są stalowymi linami. Sosna Waligóra nazwę zawdzięcza swojemu pokrojowi. Obwód drzewa mierzony przy powierzchni ziemi wynosi 527 cm, pierśnica sosny ma 620 cm, wysokość 23 m, a wiek około 160 lat. Sosna otoczona jest niewielkim, drewnianym ogrodzeniem.
Przez długi czas Sosna Waligóra była uznawana za najgrubszą sosnę w Polsce, jednak z powodu zmiany metodyki pomiarów obecnie zajmuje drugie miejsce, a za najgrubszą sosnę w Polsce uznaje się Sosnę Rzepichę, rosnącą w tym samym nadleśnictwie (drzewo to ma 568 cm obwodu).

## Historia
Dla wyeksponowania sosny w 1998 roku powstała leśna ścieżka dydaktyczna „Do Waligóry” mierząca 3,4 kilometra i zawierająca 18 stanowisk dydaktycznych.
W roku 2002 drzewo było najgrubszą sosną zgłoszoną do konkursu „Najgrubsze drzewo w Polsce”, organizowanego przez Przegląd Leśniczy.
W 2004 roku wyznaczono trasy siedmiu szlaków turystycznych gminy Sulechów, z których dwa przechodzą koło Sosny Waligóry.
Podstawę prawną dla ochrony pomnikowej drzewa stanowi decyzja wojewody lubuskiego Marka Asta z dnia 19 maja 2006 roku. Drzewo ma jednak dłuższą tradycję ochrony – jako pomnik przyrody (sosna bez nazwy własnej o obwodzie wówczas 620 cm) wymieniona została na liście pomników przyrody w gminie Sulechów w 1990 roku, a początek jego ochrony prawnej w formie pomnika przyrody miał miejsce na przełomie 1982 i 1983 roku za sprawą zarządzenia wojewody zielonogórskiego z dnia 30 grudnia 1982 roku.
W czerwcu 2013 roku kilkadziesiąt metrów od Sosny Waligóry otwarto „miejsce postoju”, pełniące funkcję wypoczynkową i postojową, a także edukacyjną (poprzez umieszczone w tym miejscu tablice informacyjne), które pomieścić może od kilku do kilkunastu samochodów.
W 2015 roku Lasy Państwowe, w ramach akcji „Wolność jest w naturze”, wyznaczyły szlak rowerowy, którego początek i koniec znajdują się w pobliżu Sosny Waligóry.